# Krefeld
Krefeld (do 1929 Crefeld) – miasto na prawach powiatu w Niemczech, w kraju związkowym Nadrenia Północna-Westfalia, w rejencji Düsseldorf, położone na południowy zachód od Zagłębia Ruhry w pobliżu Renu.

## Historia
Już za czasów rzymskich istniał obóz Gelduba, a Krefeld pierwszy raz zostało wzmiankowane w 1105 r. W XVII wieku wojna trzydziestoletnia ominęła Krefeld. W 1683 r. trzynaście rodzin opuściło Krefeld i założyło Germantown koło Filadelfii w stanie Pensylwania. Dzielnica Linn była do 1901 odrębnym miastem, Uerdingen do 1929 r.
W 1984 roku w Krefeld założony został zespół metalowy Blind Guardian.

## Gospodarka
W mieście rozwinął się przemysł włókienniczy, hutniczy, środków transportu, maszynowy, chemiczny, elektrotechniczny oraz spożywczy.

## Transport
Regionalne dworce to Krefeld Hauptbahnhof, Krefeld-Linn, Krefeld-Oppum i Krefeld-Uerdingen. Krefeld jest jednym z największych niemieckich miast bez dostępu do pociągów dalekobieżnych. W mieście funkcjonuje sieć tramwajowa.

## Podział administracyjny
| - 010 Stadtmitte - 020 Kempener Feld/Baackeshof - 030 Inrath/Kliedbruch - 040 Cracau - 050 Dießem/Lehmheide - 060 Benrad-Süd - 070 Forstwald - 080 Benrad-Nord - 090 Hülser Berg - 100 Traar | - 110 Verberg - 120 Gartenstadt - 130 Bockum - 140 Linn - 150 Gellep-Stratum - 160 Oppum - 170 Fischeln - 180 Uerdingen - 190 Hüls |

## Język
Lokalna gwara jest nazywana Krieewelsch, odmiana limburskiego.

## Sport
- Krefeld Pinguine – klub hokejowy
- KFC Uerdingen 05 – klub piłkarski

## Współpraca
Miejscowości partnerskie:
- Charlotte, Stany Zjednoczone
- Dunkierka, Francja
- Hamamatsu, Japonia
- Kayseri, Turcja
- Leicester, Wielka Brytania
- Lejda, Holandia
- powiat Oder-Spree, Brandenburgia
- Uljanowsk, Rosja
- Venlo, Holandia